# Ochetomyrmex
Ochetomyrmex – rodzaj mrówek z podrodziny Myrmicinae. Obejmuje 5 opisanych gatunków.

## Gatunki
- Ochetomyrmex argentinus Kusnezov, 1957
- Ochetomyrmex bolivianus Kusnezov, 1962
- Ochetomyrmex Mayri  Forel, 1908
- Ochetomyrmex semipolitus  Mayr, 1878
- Ochetomyrmex subpolitus  Wheeler, 1916